# Фторид-бромид сульфурила
Фторид-бромид сульфурила — неорганическое соединение,
бромо-фтороангидрид серной кислоты
с формулой SO2BrF,
бесцветная жидкость,
разлагается в воде.

## Получение
- Реакция брома, трифторида брома и диоксида серы:

{\displaystyle {\mathsf {Br_{2}+BrF_{3}\ {\xrightarrow {12^{o}C}}\ 3BrF}}}
{\displaystyle {\mathsf {SO_{2}+BrF\ {\xrightarrow {12^{o}C}}\ SO_{2}BrF}}}

## Физические свойства
Фторид-бромид сульфурила образует бесцветную жидкость, которая при стоянии на влажном воздухе слегка краснеет из-за выделения брома.
Медленно реагирует со стеклом, не действует на кварц.
Соединение гидролизуется в воде.

## Химические свойства
- Бурно реагирует с водой:

{\displaystyle {\mathsf {SO_{2}BrF+2H_{2}O\ {\xrightarrow {}}\ H_{2}SO_{4}+HBr+HF}}}